# Прилепы (Болховский район)
Прилепы — упразднённая деревня в Болховском районе Орловской области России. Входила в состав Медведковского сельского поселения. Упразднена в 2004 году.

## География
Деревня располагался на правом берегу реки Орс выше места впадения в неё реки Турья, на расстоянии примерно 0,5 километров (по прямой) к юго-востоку от села Коноплянка.

## История
Постановлением Орловской областной думы от 15 октября 2004 года № 32/645-ОС деревня Прилепы исключена из учётных данных.

## Население
Согласно результатам переписи 2002 года в деревне отсутствовало постоянное население.